# Giorgio Clarotti
Giorgio Clarotti (ur. 13 grudnia 1903, zm. 7 marca 1961 w Rzymie) – włoski ekonomista, historyk prawa i polonofil.
Studiował historię polskiej kultury na uniwersytecie rzymskim. Odwiedził Polskę w 1925 roku; w tym czasie pisał pracę doktorską: (I primori della letteratura politica in Polonia, której pierwsza część została wydrukowana w roku 1926 w piśmie "La vita italiana") - o Pawle Włodkowicu, J. Ostrorogu i A. Fryczu Modrzewskim.
Swoje prace publikował w "Rivista di Cultura"; pisał m.in. o Adamie Mickiewiczu (1925) i Juliuszu Słowackim (1926), wygłaszał odczyty o Polsce.
W roku 1931 na łamach pisma "Rivista di Letterature Slave" pojawił się jego obszerny  szkic o współczesnym polskim teatrze, w którym autor rozprawił się z wieloma fałszywymi sądami.

## Życie prywatne
Jego żoną była Janina Rutkowska  (1900–1993). Jego synem jest włoski prawnik, Paolo Clarotti.